# Catherine Poulain
Catherine Poulain, (Barr, 1960) is een Frans auteur. Ze verliet op jonge leeftijd het ouderlijk huis en woonde en werkte daarna op verschillende continenten. Haar romans hebben een sterk autobiografisch karakter.

## Biografie

### Jeugd en opleiding
Catherine Poulain werd in 1960 geboren in Barr, een stadje in de Elzas. Ze is de dochter van een geëngageerde predikant, 'die tegen de oorlog en tegen Franco was', en een lerares aardrijkskunde die haar baan opzegde om haar vijf dochters te verzorgen. Ze groeide op in een gehucht in de Alpen en verhuisde later meerdere malen: naar de Hautes-Alpes, Ain, Martigues en Manosque.

### Reizen en werkzaamheden
Poulain verliet Frankrijk op twintigjarige leeftijd, nadat ze haar baccalaureaat had behaald. Ze reisde door verschillende continenten en bekleedde verschillende banen: ze werkte in een visconservenfabriek in IJsland, op scheepswerven in de Verenigde Staten, als landarbeider in Canada en als barmeisje in Hongkong.
In 1993 vestigde ze zich in Alaska, waar ze tien jaar lang in de visserij werkte. In 2003 werd ze door de Amerikaanse immigratiedienst uitgezet vanwege illegaal werk. Daarna keerde ze terug naar Frankrijk, waar zij werkte in de agrarische sector in de Provence en de Alpen. Inmiddels woont ze in het huis van haar grootouders in de Médoc. Ze wisselt het schrijven af met werk als schaapherder en wijnbouwer.

### Schrijverschap
Op 57-jarige leeftijd debuteerde Poulain met de roman Le Grand Marin (Open zee). Het is gebaseerd op haar eigen ervaringen uit de tijd dat ze als jonge vrouw aanmonsterde op de Rebel, een grote vissersboot die vanuit het eiland Kodiak bij Alaska in de Grote Oceaan op kabeljauw en heilbot vist. Een paar jaar na haar terugkeer in Frankrijk begon zij aan het boek te werken. Zij gebruikte daarvoor de notitieboekjes die zij bijhield tijdens haar verblijf in Alaska. De roman werd een bestseller (70.000 exemplaren werden verkocht in de maanden na de publicatie in 2016) en werd in 2016 bekroond met acht Franse literaire prijzen. Het boek is in vertaling verschenen in twaalf landen, waaronder Rusland, Duitsland, Italië, Israël en China. Het boek werd in 2023 verfilmd door de Russische actrice en regisseur Dinara Drukarova. In 2024 maakte regisseur Lucie Rébéré op basis van het boek het toneelstuk Dernière frontière.
"Tijdens mijn reizen hield ik al notitieboekjes bij. Ik had altijd al de wens om te schrijven. Op een dag, toen ik heel bang was om te sterven op zee, omdat het zo slecht ging, dacht ik: "Je kunt niet sterven, je hebt je boek nog niet geschreven. En meteen daarna dacht ik: je moet eerst leven, voordat je kunt schrijven."— Catherine Poulain
De tweede roman van Poulain, Le Cœur blanc (De fruitplukkers), verscheen in 2018. Ze vertelt daarin over het harde werk tussen de seizoenarbeiders in de snikhete valleien van de Provence. In 2023 publiceerde ze L’Ombre d’un grand oiseau. Ze blikt hierin terug op haar jeugd en verhaalt over haar liefde voor dieren.
In 2024 schreef zij voor het blad Zadig het reisverslag Sur la route des migrants, over de route die Noord-Afrikaanse migranten (Harraga) volgen bij hun poging om Europa te bereiken. Ze legt de weg af in tegengestelde richting: vanuit Brussel reist ze meer dan veertig uur per bus naar Palermo en vervolgens naar Lampedusa.